# Алън Уест
Алън Уест е американски музикант, дългогодишен китарист на дет метъл бандата Obituary. Бил е част и от групите Six Feet Under, Lowbrow и Southwicked.

## Кариера
Уест формира група Massacre, докато все още е в гимназията през 1983 г. Втората му група е Xecutioner, която по-късно променя името си на Obituary. Уест е също така съосновател на Six Feet Under заедно с бившия вокалист на Cannibal Corpse Крис Бърнс. Там остава до 1997 г., като записва два албума и едно EP.

## Личен живот
Алън Уест има син и живее във Флорида. На 16 май 2007 г. е арестуван за шофиране в нетрезво състояние, като това е петото му провинение. Лежи в затвора до 19 януари 2008 г. През март 2013 г. отново е арестуван. Този път за производство на метаамфетамини в дома си. Осъден е на 1 година, 3 месеца и 15 дни затвор.

## Дискография

### Obituary
- Slowly We Rot – (1989)
- The End Complete – (1992)
- World Demise – (1994)
- Back from the Dead – (1997)
- Frozen in Time – (2005)

### Six Feet Under
- Haunted – (1995)
- Warpath – (1997)

### Lowbrow
- Victims at Play – (2000)
- Sex, Death, Violence – (2003)

### Southwicked
- Death's Crown – (2011)